# Марина (град, Калифорния)
Вижте пояснителната страница за други значения на Марина.
Марина (на английски: Marina) е град в окръг Монтерей, щата Калифорния, САЩ. Марина е с население от 22 145 жители (по приблизителна оценка от 2017 г.) и обща площ от 24,9 km². Намира се на 13 m надморска височина. ЗИП кодовете му са 93933, а телефонният му код е 831.